# Ламолиор
Ламолиор (англ. Lamolior) — небольшой необитаемый атолл в Тихом океане в архипелаге Каролинские острова. Является частью Федеративных Штатов Микронезии и административно входит в состав штата Яп.

## География
Ламолиор имеет длину 3 км, и ширину — 1,5 км. Атолл состоит из двух островов — Тоас и Улор. На севере Ламолиор соединяется подводным хребтом с атоллом Элато (и Элато, и Ламолиор являются вершинами одной и той же подводной горы).